# Clôture de l'amour
Clôture de l'amour (en francès Clausura de l'amor) és un espectacle dramàtic de Pascal Rambert creat el 2011. Ha estat escrita pels comediants Stanislas Nordey i Audrey Bonnet, i es va representar per primer cop al Festival d'Avinyó de 2011. El text fou publicat el mateix any per l'editorial Les Solitaires intempestifs.

## Sinopsi
El text, format per dos monòlegs, tracta una ruptura romàntica entre els dos personatges.

## Premis[2]
- 2012: Premi a la millor creació d'una obra teatral en francès del Sindicat de la crítica.
- 2012 : Gran Premi de literatura dramàtica.
- 2013: Premi de l'Autor al Palmarès du théâtre.

## Traduccions
Ha estat traduït al castellà com La clausura del amor produït per Jordi Buxó i representat per Bárbara Lennie i Israel Elejalde el gener d 2017 pel Teatro Kamikaze.